# Unione Sportiva Casertana 1967-1968
Questa pagina raccoglie le informazioni riguardanti l'Unione Sportiva Casertana nelle competizioni ufficiali della stagione 1967-1968.

## Rosa
| N. |                   | Ruolo | Calciatore          |
| -- | ----------------- | ----- | ------------------- |
|    | Italia (bandiera) | C     | Andrea Agnoletto    |
|    | Italia (bandiera) | D     | Ezio Anghileri      |
|    | Italia (bandiera) | D     | Alessandro Ballotta |
|    | Italia (bandiera) | A     | Maurizio Cavazzoni  |
|    | Italia (bandiera) |       | Cicoria             |
|    | Italia (bandiera) | A     | Giampaolo Cominato  |
|    | Italia (bandiera) | A     | Stefano Dal Monte   |
|    | Italia (bandiera) | C     | Mario De Grassi     |
|    | Italia (bandiera) | D     | Antonio De Luca     |

| N. |                   | Ruolo | Calciatore         |
| -- | ----------------- | ----- | ------------------ |
|    | Italia (bandiera) | P     | Gennaro Illiano    |
|    | Italia (bandiera) | A     | Augusto Ive        |
|    | Italia (bandiera) | D     | Salvatore Lombardi |
|    | Italia (bandiera) | A     | Claudio Ludovisi   |
|    | Italia (bandiera) | C     | Sandro Minto       |
|    | Italia (bandiera) | P     | Alberto Recchia    |
|    | Italia (bandiera) | C     | Davide Savini      |
|    | Italia (bandiera) | A     | Fernando Scarpa    |
|    | Italia (bandiera) | C     | Renzo Selmo        |